# Wilhelm Claupein
Wilhelm Claupein (* 27. September 1956 in Grünwettersbach; † 3. Februar 2023) war ein deutscher Agrarwissenschaftler und Professor für Allgemeinen Pflanzenbau im Institut für Pflanzenbau und Grünland an der Universität Hohenheim. Er besaß seit der Professur an der BOKU Wien auch die österreichische Staatsbürgerschaft.

## Leben und Wirken
Nach seinem Abitur in Karlsruhe studierte Claupein Agrarwissenschaften an der Georg-August-Universität Göttingen (1978 bis 1980) und der Justus-Liebig-Universität Gießen mit Promotion 1987. Es folgte eine 1988 eine wissenschaftliche Assistentenzeit an der Universität Göttingen mit Habilitation in Pflanzenbau und Pflanzenzüchtung 1993.
Als Hochschuldozent am Institut für Pflanzenbau und Pflanzenzüchtung der Universität Göttingen nahm er den Ruf als Professor an das Institut für Pflanzenbau und Pflanzenzüchtung der Universität für Bodenkultur Wien an. Im Jahr 1998 folgte er dem Ruf als Professor für Allgemeinen Pflanzenbau an die Universität Hohenheim. Er trat 2022 in den Ruhestand.

## Hauptforschungsgebiete
Umweltschonende Bodenbearbeitungssysteme; Überdauerung von Samen im Boden; Precision Farming; Nachwachsende Rohstoffe

## Selbstverwaltungsfunktionen
Senatsbeauftragter für Versuchsstationen; Ausschuss Versuchsstation für Nutztierbiologie und Ökologischen Landbau; Ausschuss Versuchsstation für Pflanzenbau und Pflanzenschutz; Ausschussvorsitzender Versuchsstation für Pflanzenbau und Pflanzenschutz; Mitglied im Senat der Universität.

## Mitgliedschaften
- Gesellschaft für Pflanzenbauwissenschaften
- Deutsche Bodenkundliche Gesellschaft

## Publikationen (Auswahl)
- Untersuchungen über Wachstumsverlauf, Krankheitsbefall und Ertragsbildung bei Winterweizen-Monokultur. Dissertation
- Möglichkeiten und Grenzen der Extensivierung im Ackerbau: Wirkungen der Bewirtschaftungsintensität auf die langfristige Produktivität und Stabilität von Agrarökosystemen und deren Umweltwirkungen. Göttingen 1994

## Belege
1. ↑  Ulrich Fellmeth:Die akademischen Lehrer an der Universität Hohenheim 1968–2005 (mit K. Quast), Stuttgart 2008; Wilhelm Claupein Seite 85f
2. ↑  Traueranzeige für Prof. Dr. Wilhelm Claupein

| Personendaten    | Personendaten                                                  |
| ---------------- | -------------------------------------------------------------- |
| NAME             | Claupein, Wilhelm                                              |
| KURZBESCHREIBUNG | deutscher Agrarwissenschaftler auf dem Gebiet des Pflanzenbaus |
| GEBURTSDATUM     | 27. September 1956                                             |
| GEBURTSORT       | Grünwettersbach                                                |
| STERBEDATUM      | 3. Februar 2023                                                |